# Truxaloides
Truxaloides is een geslacht van rechtvleugeligen uit de familie veldsprinkhanen (Acrididae). De wetenschappelijke naam van dit geslacht is voor het eerst geldig gepubliceerd in 1950 door Dirsh.

## Soorten
Het geslacht Truxaloides omvat de volgende soorten:
- Truxaloides braziliensis Drury, 1770
- Truxaloides burttianus Dirsh, 1954
- Truxaloides chekei Popov, 1985
- Truxaloides coeruleipennis Ramme, 1929
- Truxaloides constrictus Schaum, 1853
- Truxaloides fuscofasciatus Bolívar, 1889
- Truxaloides serratus Thunberg, 1815
- Truxaloides tessmanni Ramme, 1929